# Treasury Note
Les T-Notes ou Treasury Notes (billets de trésorerie) sont des titres de créance obligataires à moyen terme émis par le Département du Trésor des États-Unis. Leur rémunération est assurée, à l'instar des Treasury Bonds (T-Bonds) par un coupon payé tous les six mois au souscripteur. Ils sont émis avec trois maturités distinctes : deux, cinq et dix ans, avec des valeurs nominales comprises entre 1 000 et 1 000 000 USD. Elles sont cotées, tout comme les T-Bonds, sur le marché secondaire et servent pour la plupart de sous-jacent à des contrats à terme très actifs. En particulier, les contrats à terme sur T-Notes à 10 ans du Chicago Board of Trade (CBOT) sont le marché directeur des taux d'intérêt américains.
Ils équivalent aux BTAN de l'État français.
La T-Note à échéance de 10 ans est devenue la valeur la plus fréquemment citée dans les études des performances du marché obligataire américain, et est pour cette raison employée comme outil pour transmettre la réaction du marché aux conjectures macro-économiques à long terme. Elles jouent également un rôle important dans le domaine de l'immobilier qui utilise le rendement des bons à échéance de 10 ans comme référence pour déterminer les taux d'intérêt des emprunts immobiliers.